# Dziekan z Badajoz
Dziekan z Badajoz – powiastka filozoficzna Ignacego Krasickiego ze zbioru Powieści wschodnie, oparta na noweli Juana Manuela z Księgi hrabiego Lukanora.

## Treść

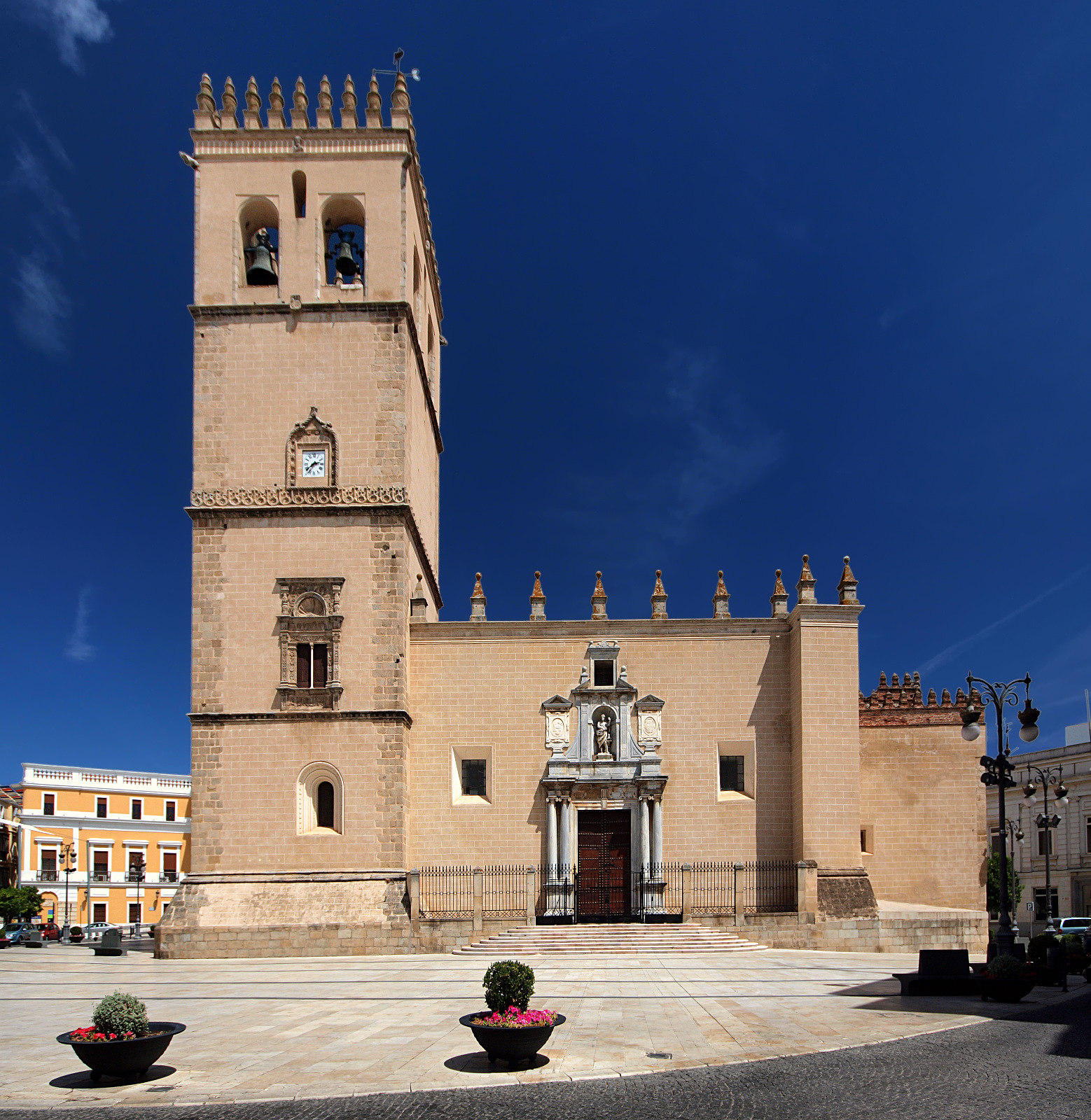
Katedra w Badajoz

Dziekan katedralny z Badajoz, don Fernandez-Diegos-Katalya-Folderon i Menezes i Parataios był tęgim uczonym, bieglejszym od wielu wykładowców z Salamanki czy Alkali. Zapragnął jednak posiąść sztukę czarnoksięską, na której znał się już tylko don Toribio z Toledo. Czarnoksiężnik nie chciał go uczyć doświadczywszy od ludzi wiele niewdzięczności. Dał się jednak przekonać wymowie dziekana i zaprosił go na wieczerzę, na którą jego służąca Małgorzata miała upiec dwie kuropatwy. Wszedłszy do gabinetu don Toribio dotknął czoła dziekana i wmówił tajemnicze zaklęcia. Jakoż w chwilę później zjawił się kurier z wiadomością, że stryj dziekana biskup Badajoz ciężko zachorował. Dziekan skupiony na zdobywaniu wiedzy kontynuował jednak naukę. Po kilku dniach kantor katedralny przyniósł wiadomość o śmierci stryja i obraniu don Fernandeza biskupem w jego miejsce. Don Toribio pogratulował mu stanowiska i poprosił o przysługęː ma syna, don Antonia, niezdatnego do czarnoksięstwa, chciałby go osadzić na opróżnionym przez don Fernandeza stanowisku dziekana. Biskup nominat jak się okazało miał jednak wuja księdza, któremu nie mógł tej nominacji odmówić, obiecał jednak zrobić dla Antonia co tylko będzie w jego mocy.
Don Fernandez zabrał don Toribia ze sobą do Badajoz. W niedługim czasie zawakowało arcybiskupstwo Compostelli i don Fernandez został na nie wybrany. Don Toribio znowu poprosił o stanowisko dla synaː biskupstwo albo bodaj dziekanię. Don Fernandez odrzekł, że biskupstwo winien jest synowi don Fernandeza de Lara, który mu sporo w awansie pomógł. Kiedy czas jakiś później został biskup Compostelli mianowany kardynałem i zaproszony do Rzymu, don Toribio spóźnił się jak się okazało ze swą prośbą za synem, ponieważ arcybiskupem Compostelli zamianował nowy kardynał spowiednika swej matki. Pojechali tedy do Rzymu. Wakowały potem rozmaite biskupstwa, a kardynał za każdym razem tłumaczył, że źle by na niego w Rzymie patrzyli, gdyby obsadzanie biskupstw zaczął od swoich, ale przyjdzie kolej i na Antonia.
Po jakimś czasie umarł papież, a jego następcą został kardynał Fernandez. Gdy mu don Toribio w czasie prywatnej audiencji, radując się z jego wyboru na stolicę świętą, wspomniał o swoim synu, nowy papież zmarszczył się, nakazał mu wszetecznej sztuki czarnoksięskiej zaprzestać i wynieść się z Rzymu, żeby na stosie nie został spalony. Porwał się don Toribio w powietrze, wymówił wspak słowa czarodziejskie, otworzył okno i zawołałː Małgorzatoǃ Dość będzie jednej kuropatwyǃ A wtedy wszystkoː papiestwo, kardynalstwo, arcybiskupstwo i biskupstwo zniknęły. Dziekan widząc, że jest w gabinecie czarnoksiężnika, wyszedł, odwiązał muła i powrócił do Badajoz.

## Analiza
Fabuła opowiadania została wpisana w ramy snu, obejmującego trwającą wiele lat historię, podczas gdy w rzeczywistości mija kilka godzin. Podstawowym problemem utworu jest niewdzięczność. Wywołany przez czarnoksiężnika sen odsłania prawdziwą naturę głównego bohatera. Potem wszystko znika i jak w bajce o złotej rybce, wraca do sytuacji wyjściowej. Krasicki wyraźnie wskazuje na źródło utworuː Z hiszpańskiego na francuski język przełożył Blanchet, Francuz. F. Blanchet przełożył na francuski nowelę Juana Manuela De lo que contesçió a un deán de Santiago con don Illán pochodzącą z Księgi hrabiego Lukanora. W ten sposób literaturze polskiej zostało przyswojone jedno z arcydzieł literatury hiszpańskiej.
Utwór został po raz pierwszy wydany w 1786 roku w Listach i pismach różnych, a w 1803 roku w VI tomie Dzieł zebranych.